# 대한인비행가양성소
대한인비행가양성소(大韓人飛行家養成所)는 한국의 독립운동을 위한, 전투기 조종사를 양성하기 위한 항공학교였으며, 그 중 다수는 대한인국민회의 회원이었다. 1920년 2월 20일, 캘리포니아주에서 재미한인들이 설립하고 상하이 임시정부의 지원을 받았다. 1921년 4월에 학교는 해체되었다.

## 같이 보기
- 한국의 역사
- 한국의 독립운동
- 대한인국민회
- 신한민보

## 참고 자료
- Chang, Edward T.; Han, Woo Sung (2015). 《Korean American Pioneer Aviators: The Willows Airmen》. Lexington Books. ISBN 978-1-4985-0265-8.
- Miller, B. (2015, July 9). Willows Korean Aviation School Fueled Independence Movement. Retrieved from https://ucrtoday.ucr.edu/30192
- Koreans To Have Aviation Field (1920, June 14) Willows Daily Journal. Retrieved from http://digitallibrary.usc.edu/cdm/ref/collection/p15799coll126/id/5716 보관됨 2020-02-10 - 웨이백 머신
- Koreans To Train Aviators here to Fight the Japs (1920, March 1). Willows Daily Journal. Retrieved from http://digitallibrary.usc.edu/cdm/ref/collection/p15799coll126/id/5716 보관됨 2020-02-10 - 웨이백 머신
- Koreans Aviation School to Be Seen in Movies (n.d.). Willows Daily Journal. Retrieved from http://digitallibrary.usc.edu/cdm/ref/collection/p15799coll126/id/5716 보관됨 2020-02-10 - 웨이백 머신